# 石排灣SQ2地段專家住宅樓
石排灣SQ2地段專家住宅樓（葡萄牙語：Edifícios Habitacionais para Especialistas no Lote SQ2 de Seac Pai Van）位於澳門路環石排灣SQ2地段已擱置興建的住宅樓宇項目，佔地面積約為3,700平方米，可提供230個單位，並設有地庫停車場，有關地段目前正在規劃中。由於項目事前沒通過社會咨詢和突然宣佈，引起社會嘩然，雖然澳門特別行政區政府衛生局事後作解釋和澄清，但被認為是不尊重社會民意並違反政務公開原則，引起立法會議員和社會團體人士之不滿或批評。

## 沿革
2016年4月20日，澳門城市規劃委員會議多份土地利用期快將屆滿的地段之規劃條件圖申請，包括石排灣SQ2地段。會上委員基本對此無意見，全獲通過。
2018年10月下旬，中級法院公佈第17/2017號案判決，涉及的是位於路環島石排灣工業區，一幅面積5980平方米，稱為「SQ2」地段的土地，利用期為24個月，承批人為長江建築有限公司。土地租賃的有效期為25年，由1991年6月21日簽訂有關公證書之日起計。有關地段屬於過期失效，宣告土地批給失效屬被限定的行政行為，行政當局沒有自由裁量空間，因而不存在對適度原則、善意原則、公正原則、平等原則、作出決定原則、行政當局效率原則、謀求公共利益原則的違反，亦不存在違反法律、權力偏差、不合理行使自由裁量權、欠缺聽證的瑕疵。此外，合議庭指出，權利的濫用並不適用於行政當局履行合同條款及遵守批給法律制度的強制性規定的情況。因此裁定政府勝訴。
2019年3月中旬，承批人不服中院判決上訴至澳門特別行政區終審法院，合議庭對兩起上訴案作出審理後，裁定上訴均敗訴，維持了被上訴的合議庭裁判。
2023年5月9日，本地紙媒《正報》獨家報道指從政府公開資料中得知，政府計劃興建一座「專家住宅樓」，選址位於石排灣公屋群業興大廈對面、收回閒置地的SQ2地段，項目已通過公共建設局詢價招標後將該建造工程編制計劃判給予黃如楷建築設計有限公司，價格為1,327萬5仟元，期限為150天。而在發展項目公佈同時被指沒提及過是哪一部門使用，居住是甚麼類型的專家等待政府作出交代。而SQ2地段的規劃條件圖早在2023年1月4日提交至澳門城市規劃委員會，當時委員對有關草案沒有任何發言與意見，官員也沒有提及其是做專家住宅樓，只介紹為居住用官地。SQ2地段原於1991年批租予長江建築有限公司做工業，建瀝青製造廠，唯未有成事，中間經過規劃變更等，最終到2017年被宣告批示失效，並經司法訴訟後收回做國有土地。又一度做過惰性拆建物料存放點。
2023年5月12日，澳門特別行政區政府衛生局回應相關報道，證實於石排灣SQ2地段興建專家樓是澳門特別行政區政府經充分考慮的決定，是為配合離島醫療綜合體之發展，有利院方未來引入外地高端人才，為相關人士提供在澳的生活住宿保障。而《正報》報道指離島醫院早在規劃時考慮住宿問題，七幢建築裡已有一幢員工宿舍大樓，不過對比將建的專家住宅樓小只有約20,000平方米，而員工宿舍大樓和專家樓均由黃如楷建築設計公司進行設計。
2023年5月30日，社會文化司司長歐陽瑜出席活動後接受傳媒採訪時表示，「專家住宅樓」預算五億元，原本計劃提供230間宿舍，按現時規劃地段，預計有條件起到340間，每個單位預算約100多萬元。至於租金方面，歐陽瑜回應稱，「專家住宅樓」是提供給離島醫療綜合體將來外聘的專家醫生居住，是否需要收取租金，暫未有定案。而綜合體內的員工宿舍只作公共衛生應急之用，如受疫情影響或颱風期間使用，但不宜用作專科醫生宿舍。倘若政府為一眾專科醫生租樓居住，成本高，回醫院亦不方便。
2025年7月2日，澳門立法會第二常設委員會完成討論修改《2025年財政年度預算案》法案，並簽署意見書。委員會透露澳門衛生局申請取消項目“石排灣SQ2地段專家住宅樓”預算撥款，預算為4,000多萬元，改由黑沙環暫住房“悅居”提供，最快2026年投入使用。

## 相關反應

### 社會人士
2023年5月18日，澳門立法會召開全體會議，直選議員林宇滔在議程前發言質疑，政府動用5.37億興建宿舍是否惟一可行的解決辦法？認為專家住宅樓應興建在離島醫療綜合體範圍內，而專家樓要到2026年才建成，而北京協和醫院派駐澳門之專家無法入住，認為政府當局有必要向社會交代項目立項的分析數據，認真思考項目是否仍要推行。林字滔更直指施政報告中沒提及過興建專家住宅樓，但已被列入2023年財政年度「行政當局投資與發展開支計劃」（PIDDA）項目預算中，但這些資料只向議員提供，並未向社會全面公佈。
城市規劃委員會委員雷民強表示，醫院綜合體內的員工宿舍只限於方便本地醫生要進行24小時輪值工作的宿舍，而全世界所有醫院都設有醫院輪值宿舍。但離島醫院規劃時未有計劃與北京協和醫院進行合作和管理，後期在這個營運管理模式情況下，已有提出若聘請中國大陸專家醫護人員來澳工作時，是需要解決他們的生活住宿問題，但當時在離島醫院附近四周找地方興建宿舍是找不到，而醫院範圍內可用的土地資源已經用完，已沒有條件在裡面加建宿舍。在機緣巧合下，那時候在石排灣有一幅地剛收回是空置狀態，是可以使用的政府土地，就是石排灣SQ2地段。
澳門立法會直選議員梁鴻細表示，衛生局規劃興建“專家住宅樓”時，政府在傳媒報道前未作任何公佈，令傳媒及社會都充滿疑問。他認為當局要認真思考項目是否仍要推行，目前澳門豪宅及大單位的租盤量多價平，改為租金津貼方式成本效益肯定更明顯。按政府計劃，專家大樓最快要2026年才投入運作，他建議將相關項目的“行政當局投資與發展開支計劃（PIDDA）”項目預算向社會作仕面公開，社會可以更早知悉，對項目的必要合理性作出討論，更可避免一些未經社會充分討論的項目上馬後社會才知悉，變成米已成炊，浪費資源的同時影響政府形象和公信力。
2023年8月1日，澳門立法會全體會議審議《離島醫療綜合體北京協和醫院澳門醫學中心法律制度》，直選議員林宇滔表明不同意興建，要花五億還有日後營運保養費用，籲改行津貼或租用更實際，並披露日前官方安排參觀時發現中心已建有多間公寓套房可用，質疑專家樓是否用得著。議員梁孫旭也對項目有保留，並認為唯獨醫院專業獨有做法會掀起「你有我冇」的矛盾。議員陳亦立則認為有需要，近年本澳薪酬水平已難吸引內地專家來澳工作，故不提供好福利條件實難搶人才。社會文化司司長歐陽瑜回應指，現有42間套房是予短期到來的專家使用，如來做手術、會診和開研究會等，而以首階段新院招約400人中已有50人從北京協和醫院派來，而員工宿舍大樓性質為臨時員工宿舍，屬開放式設計，其用於值夜班的人員使用，又或打風時需留宿，且當遇到重大公共衛生事件時可作隔離狀態住。

### 報章社評
2023年5月12日，《市民日報》市民之言表示，專家住宅樓項目樓高達百米，會進一步破壞石排灣周邊地區景觀。而250個單位來容納約250位專家，而專家們是如何進入澳門可從事甚麼職業或居住資格受到質疑。而在澳門立法會委員會內討論的《人才引進法律制度》法案作細則性分析及討論中提到透過高端人才計劃、優秀人才計劃和高級專業人才計劃，即是「1+4」產業的專家人才，都有可能住進「專家住宅樓」。但法案中沒提到建造「專家住宅樓」。社評中建議在建立《人才引進制度》法案的同時，亦需優先吸引在海外的本地居民回澳發展，向他們提供「專家住宅樓」，先有個安樂窩再行就業，長遠帶動培養本地人才，提升澳門人的人力資源質素和專業競爭力為目標，助力本地人才的培育，這是人才引進制度應有的方向。
2023年5月31日，《力報》社論指離島醫療綜合體附近興建的「專家住宅樓」是第一次專門覓地興建樓宇供外地專家作為宿舍使用，加上事出突然，不少意見質疑是否有此必要。而事實上位於綜合體內的員工宿舍是為供醫院24小時輪值的醫護人員休息地方之餘，亦為應對突發事故如天災等情況下緊急使用，區內的250多個宿舍亦非提供給外地醫生專家長期居住。而「專家住宅樓」規劃引起不少人與在5月下旬經澳門立法會細則性通過的《人才引進法律制度》作出聯想或相對並論。經歷三年的疫情導致經濟出現問題，而失業跟就業問題更與外勞議題作相聯繫，然而也正因此類議題的敏感性，訊息的發放與溝通就顯得更加重要，尤其在預算使用、土地用途，人才引進方面， 更應該持續增加透明度，讓公眾得以知曉。

### 立法會口頭質詢大會
2023年10月26日，在立法會口頭質詢大會上，直選議員李良汪關注興建「專家住宅樓」的必要性，認為專家住宅樓項目興建及維護涉及公共財政開支，關乎社會整體利益，政府有必要就上述情況盡快作出清晰及詳細交待，釋除公眾疑慮並接受社會共同監察，以確保公共財政資源合理運用。出席會議的社會文化司司長歐陽瑜回應表示，離島醫療綜合體於同年12月底起正式試營運，預計在醫院全面投入運作後，會有一定比例的外聘專家需要長期來澳提供高水平的醫療服務，因此，為了配合醫院長遠發展所需，有必要為未來外聘專家的配套安排作出考慮。興建專家住宅樓的方案較為符合成本效益，主要原因為有關住宿設施屬政府物業，可供持續使用，落成後政府無須再支付租金，且不受租賃市場波動影響，亦可省卻處理租務的行政成本，同時，集中、近便、穩定的專家住宿安排更有利配合澳門協和醫院的發展。

## 外部連結
- 公共建設局 - 石排灣SQ2地段專家住宅樓建造工程 （页面存档备份，存于）